# A2W (原子炉)
A2W はアメリカ海軍の原子力艦艇向け推進・発電用原子炉である。
型式のA2Wは以下のような意味である。
- A = 航空母艦用
- 2 = 設計担当メーカにおける炉心設計の世代
- W = 設計担当メーカ（ウェスチングハウス）

この原子炉は世界初の原子力空母エンタープライズ (CVN-65) に搭載された。エンタープライズにはそれぞれ2基のA2Wを含む推進装置が4つ搭載され、駆動する軸に対応して1A-1B、2A-2B、3A-3B、4A-4Bとナンバリングされていた。いずれの推進装置も、1基の原子炉で30ノット（最大速力は33ノット）までの大半の出力領域をカバーできるようになっていた。最大船速で航行しながら艦載機を発艦させる際には両方の原子炉を稼働させていた。

## 設計と運用
この原子炉は加圧水型で、燃料は高濃縮ウラン（最大93 %）である。
減速材・冷却材として軽水を使用し、制御棒にはハフニウムが使われている。制御棒を計算された高さまで引き抜くことにより、臨界（すなわち核分裂が持続する状態）に達する。このとき発生する熱により、蒸気発生器で蒸気が発生する。原子炉の出力は、冷却材温度を一定に保つよう制御棒の高さを上下させることによって調整することができる。制御棒が格納容器の底まで挿入されると原子炉はシャットダウンする。制御棒の高さは、通常時には制御手順に従ってゆっくり操作するが、非常時には格納容器の底まで一気に落下させて緊急停止（スクラム）する。
定常運転時の原子炉出力の制御は、冷却材である水の負の温度係数に頼る部分も大きい。原子炉の出力は核燃料で起こる核分裂反応の発生頻度によって決定される。水は加熱されると膨張して密度が下がるため、中性子の減速に寄与する体積あたりの分子数が減る。すると、核分裂反応が継続できるレベルにまで減速される中性子も減少し、発生熱量も下がる。逆に、水温が下がると密度が上がるため、より多くの中性子が核分裂反応に寄与するようになり、核分裂反応の発生頻度が増えて発生熱量も上がる。これにより、艦の電力需要が多少変動しても、運転員がそれに追従して原子炉出力を操作しなくてもよくなっている。
原子炉で高温になった水（加圧された一次冷却水）が熱交換器（蒸気発生器）に送られ、管壁を介して二次冷却水に熱交換する。A1W および A2W では一次冷却水の温度は274〜285 ℃の間に制御され、蒸気発生器では279 ℃・4 MPaの蒸気を発生するようになっていた。蒸気発生器で熱交換した一次冷却水は、原子炉1基あたり4台の電動ポンプで炉心に戻されて循環する。
蒸気発生器で発生した4 MPaの過熱水蒸気は、主推進タービン・発電機・カタパルト・各種補機に繋がる共通ヘッダに導かれる。主推進タービンでは、蒸気は中央に導かれたのち両端に向かって流れながら膨張してタービンホイールにエネルギーを与え、タービン軸を高速で回転させる。タービン軸は減速機を介して主推進軸に接続されており、タービン軸の高速回転を艦船の推進に必要な回転数に減速するようになっている。主推進タービンや補機で膨張した蒸気は復水器で水に戻されて給水系に送られる。